# Gisela Fleischer
Gisela Fleischer, född 17 februari 1981 i Halmstad, är en svensk attributmakare, konstpedagog, multikonstnär och musiker bosatt i Malmö. Hon ligger bakom de sex s.k. uppdragslådorna som var en del av glasburen under 2019 års upplaga av Musikhjälpen i Västerås. Hon har även drivit en mängd andra konstnärliga projekt bland vilka Artist in my residence tillsammans med konstnären Leif Holmstrand varit ett av de mest omfattande. I januari 2014 medverkade hon vid en intervju i SR P3:s Verkligheten där hon meddelade att hon i sitt projekt 365 Masquerades under året klär ut sig till en person eller karaktär varje dag. Projektet blev 2015 utställning på Makeriet i Malmö.
Som musiker har hon spelat in musik och publicerat album på nätet sedan 2001, uppträtt på Trollhättans poesifestival och samarbetat med 64Revolt. 
Gisela Fleischer arbetar även med kortfilm, som illustratör och har haft flera konstutställningar. Hon har även deltagit i podcaster och som skribent med TV-serien Twin Peaks som ämne. Hon är syster till samtidshistorikern Rasmus Fleischer, en av grundarna till Piratbyrån.